# Große Sandspitze
Die Große Sandspitze in Tirol ist mit 2770 m ü. A. der höchste Berg der Gailtaler Alpen, einem Gebirgszug der Südlichen Kalkalpen. Sie befindet sich in der Untergruppe der Lienzer Dolomiten und wird im Volksmund Sunnspitz genannt.

## Touristische Erschließung
Die Erstbesteigung der Großen Sandspitze gelang Franz Mitterhofer, Bauer aus Tristach, genannt Kreitmeier am 2. Juli 1886. Er erreicht aus dem Lavanter Steinkar das Daumenschartl und von dieser auf der Nordseite des Berges den Gipfel. Der Normalweg des Erstersteigers erreicht den Schwierigkeitsgrad III und war die schwierigste Route in der ersten Erschließungsperiode der Lienzer Dolomiten. Die zweite Besteigung gelang dem Lienzer Bezirksschulinspektor August Kolp und dem Lienzer Bäckermeister und Gastwirt Ignaz Linder nur knapp drei Wochen später am 20. Juli 1886. Sie erreichte das Daumenschartl von der Laserz, wobei sie zunächst das Böse Schartl erstiegen und anschließend den Daumen umgingen. Auf dem Gipfel fanden sie einen Zettel von Mitterhofers als Beweis für dessen Ersteigung. Ein Bericht dieser Tour wurde von Reginald Czermak in den Mitteilungen des Deutschen und Österreichischen Alpenvereins 1886 veröffentlicht.
Bei der dritten Ersteigung der Großen Sandspitze am 25. Juli 1888 stieg August Kolp mit Franz Gassler, Mathias Marcher und Johann Stoll direkt über den Nordgrat vom Daumenschartl zum Gipfel. Beim Abstieg traversierten sie über ein Plattenband in die Sandspitzenrinne etwas unterhalb des Sandspitzenschartels und von dort rund um die Kleine Sandspitze in das Schartenschartl. Dieser etwas einfachere Weg kristallisierte sich bald als Normalweg heraus.

## Klettersteige
Seit einigen Jahren führen zwei Klettersteige auf die Große Sandspitze: der direkte Ari-Schübel-Klettersteig von der Karlsbader Hütte und der Panorama-Klettersteig zur Laserzwand. Die alten Schwierigkeitsbewertungen treffen dort nicht mehr zu.